# Via Mariae
 (octobre 2023).
La mise en forme du texte ne suit pas les recommandations de Wikipédia : il faut le « wikifier ».
Les points d'amélioration suivants sont les cas les plus fréquents. Le détail des points à revoir est peut-être précisé sur la page de discussion.
- Les titres sont pré-formatés par le logiciel. Ils ne sont ni en capitales, ni en gras.
- Le texte ne doit pas être écrit en capitales (les noms de famille non plus), ni en gras, ni en italique, ni en « petit »…
- Le gras n'est utilisé que pour surligner le titre de l'article dans l'introduction, une seule fois.
- L'italique est rarement utilisé : mots en langue étrangère, titres d'œuvres, noms de bateaux, etc.
- Les citations ne sont pas en italique mais en corps de texte normal. Elles sont entourées par des guillemets français : « et ».
- Les listes à puces sont à éviter, des paragraphes rédigés étant largement préférés. Les tableaux sont à réserver à la présentation de données structurées (résultats, etc.).
- Les appels de note de bas de page (petits chiffres en exposant, introduits par l'outil «  Source ») sont à placer entre la fin de phrase et le point final[comme ça].
- Les liens internes (vers d'autres articles de Wikipédia) sont à choisir avec parcimonie. Créez des liens vers des articles approfondissant le sujet. Les termes génériques sans rapport avec le sujet sont à éviter, ainsi que les répétitions de liens vers un même terme.
- Les liens externes sont à placer uniquement dans une section « Liens externes », à la fin de l'article. Ces liens sont à choisir avec parcimonie suivant les règles définies. Si un lien sert de source à l'article, son insertion dans le texte est à faire par les notes de bas de page.
- La présentation des références doit suivre les conventions bibliographiques. Il est recommandé d'utiliser les modèles {{Ouvrage}}, {{Chapitre}}, {{Article}}, {{Lien web}} et/ou {{Bibliographie}}. Le mode d'édition visuel peut mettre en forme automatiquement les références.
- Insérer une infobox (cadre d'informations à droite) n'est pas obligatoire pour parachever la mise en page.

Pour une aide détaillée, merci de consulter Aide:Wikification.
Si vous pensez que ces points ont été résolus, vous pouvez retirer ce bandeau et améliorer la mise en forme d'un autre article.
Via Mariæ / Via Maria / Via Mariana (en hongrois Mária-út) est un réseau de routes touristiques et de pèlerinage en Europe centrale. Le balisage des itinéraires est en cours depuis 2006, à l'initiative et avec la coopération d'associations et de fondations de plusieurs pays. Leur objectif est de promouvoir les valeurs de l’Europe centrale et de construire un réseau sécurisé à l'intention des randonneurs qui font des pèlerinages. La Via Mariae / Le Chemin de Marie est supraconfessionnelle selon la vision religieuse moderne.
Certains secteurs de l'itinéraire Via Transilvanica sont partagés avec certains secteurs de l'itinéraire Via Mariae. Dans ces secteurs, les piliers d'andésite sont communs aux deux sentiers de randonnée, Via Transilvanica et Via Mariae.

## L'histoire du pèlerinage en Europe centrale
Les premiers documents indirects de ces pèlerinages datent de la fin du XIIe siècle. Le premier rapport écrit d'un grand nombre de pèlerins date de 1330. Certains tribunaux autrichiens et tchèques du Moyen Âge exigeaient que les coupables, comme alternative à la peine de mort, expient leurs crimes par un pèlerinage, le plus souvent en Terre Sainte ou à Saint-Jacques-de-Compostelle, mais aussi sans localisation précise. Au cours des années et des siècles suivants, de plus en plus de pèlerins venaient des pays voisins. Après la Contre-Réforme, le monastère de Mariazell devint le sanctuaire impérial des Habsbourg. Plusieurs confréries de laïcs se sont formées à l'église du monastère. L'empereur Joseph II abolit le monastère de Mariazell en 1783, la plupart des monastères de l'empire, ainsi que toutes les confréries de Mariazell, et en 1787 il interdit complètement les pèlerinages. Après sa mort, les pèlerinages reprennent.
L'idée de créer le réseau de pèlerinage Via Mariae est née de la popularité du chemin de pèlerinage Chemin de Saint-Jacques (« El Camino ») en Europe occidentale et a été donnée par le grand nombre de monastères dédiés à la Vierge Marie dans l'Europe centrale et orientale. Basée sur la vénération mariale des peuples d'Europe centrale, la Via Mariae relie les sanctuaires de la Mère de Dieu et les valeurs historiques et culturelles le long du parcours, au-dessus de la confession religieuse. Le chemin de pèlerinage se fait principalement à pied, mais plusieurs tronçons peuvent également être réalisés à cheval ou à vélo.

## Itinéraires de pèlerinage

### Branche principale Est-Ouest (M01)
Le premier itinéraire de l'initiative, le tronçon principal est-ouest, a été baptisé Via Mariae, en hongrois Mária-út (M01) en 2007. Ses marquages sont violets. Cet itinéraire de pèlerinage va de Mariazell (Autriche) à Șumuleu Ciuc (Roumanie) et s'étend sur environ 1 400 kilomètres. Cette distance peut être parcourue à pied en près de 60 jours. La moitié ouest du tracé a été achevée en 2009. Le tronçon de 500 kilomètres entre Mariazell et Budapest doit son nom au cardinal József Mindszenty, prisonnier politique depuis 1949, libéré lors de la    Révolution de 1956, puis réfugié pendant 15 ans à l'ambassade américaine à Budapest (jusqu'en 1971). La route M01 passe par Șimleu Silvaniei – Zalău – Bonțida – Sic – le monastère de Nicula, continue à travers le județ de Mureș jusqu'au monastère de Șumuleu Ciuc, puis le monastère de Neamț, Cacica, Putna.

### Branche principale Nord-Sud (M02)
Dans les années 2010, le principal tronçon nord-sud (M02) a été prolongé pour relier Częstochowa (Pologne) à Međugorje (Bosnie-Herzégovine. Son balisage est bleu. La route mène du centre de l'Ordre paulinien hongrois en Pologne, en passant par Częstochowa, Budapest, jusqu'au lieu des apparitions mariales en Bosnie-Herzégovine, Međugorje.

### Itinéraires secondaires
L'itinéraire M04, ou, en hongrois, Bencés út (Chemin bénédictin), n'était pas encore achevé en 2020. Selon les plans, le pèlerinage d'environ 450 kilomètres, au départ de Vienne (en Autriche) ou de Marianka (en Slovaquie), se dirigera vers Pécs (Hongrie), sur la route Máriakálnok-Győr-Andocs. Ses marques sont bleues.
L'itinéraire M05 était encore en construction en 2020. L'itinéraire depuis Mariazell mène à Șumuleu Ciuc, en direction de Marianka-Márianosztra- Máriabesnyő-Târgu Mureș-Zetea. Ses marques sont rouges. En 2021, les autorités du județ de Suceava ont commencé à baliser la route Via Mariae menant au monastère de Putna.
La route M10, ou, en hongrois, Ferences út (Chemin franciscain), mène de Tatabánya à travers Esztergom et Mátraverebély jusqu'à Abasár après près de 250 kilomètres. Ses marques sont violettes.
Route M12 (avec le marquage bleu) : Brașov–Sfântu Gheorghe–Miercurea Ciuc–Șumuleu Ciuc–Toplița–Vatra Dornei ;
Route M28 (avec le balisage jaune) : Coșnea (Bacău)–Șumuleu Ciuc–Miercurea Ciuc–Toplița–Vatra Dornei–Sfântu Gheorghe.
La route M50, la branche dite orthodoxe/gréco-catholique, était encore en construction en 2020. De Levoča (Slovaquie), en suivant la route Máriapócs (Hongrie)-Satu Mare (Roumanie)-Sighetu Marmației (Roumanie), on arrive à Suceava (Roumanie) - Monastère de Putna. Sa longueur est d'environ 1 000 kilomètres. Ses marquages sont rouges.
La route M60, ou La branche Vasvár, est longue de 400 kilomètres; elle part de Csákánydoroszló (Hongrie) et elle suit l'itinéraire : Vasvár (Hongrie)-Sümeg-Székesfehérvár-Ercsi jusqu'à Dabas. Ses marquages sont rouges.
La route M80 ou la Route de la Réconciliation. Elle était encore en construction en 2020. Elle fait environ 600 kilomètres de longue. En quittant Levoča (en Slovaquie), on arrive à Szeged (en Hongrie) sur la route Mátraverebély-Máriabesnyő-Pálosszentkút. Ses marquages sont bleus.

## Points d'arrêt sur le chemin
Par ordre alphabétique :
- Altötting, à savoir le sanctuaire de la Mère de Dieu, Bavière, Allemagne
- Brno, Moravie, Tchéquie
- Budapest, Hongrie
- Cacica, à savoir la basilique de la Dormition de la Vierge Marie (basilique mineure) et l'église de la Dormition de la Vierge Marie, județ de Suceava, Roumanie
- Celldömölk, Hongrie
- Częstochowa, à savoir Jasna Góra, Pologne
- Esztergom, à savoir la basilique d'Esztergom (basilique mineure), Hongrie
- Loreto, à savoir la basilique della Santa Casa (basilique mineure), Italie
- Marianka, près de Bratislava, Slovaquie
- Máriapócs, à savoir L'église grecque-catholique Saint-Michel-Archange, de l'Immaculée Baignée de larmes, (basilique mineure), à 30 km à l'est de Nyíregyháza, Hongrie
- Maria Radna, à savoir le monastère Maria Radna (basilique mineure), Lipova, județ d'Arad, Roumanie
- Mariazell, à savoir la Basilique de la Nativité de la Sainte Vierge Marie (basilique mineure), Styrie, Autriche
- Mátraverebély, Hongrie
- Medjugorje, Bosnie-Herzégovine
- Nicula, à savoir le monastère de Nicula, județ de Cluj, Roumanie
- Olomouc, à savoir la Basilique de la Visitation de la Vierge Marie (basilique mineure), Moravie, Tchéquie
- Pálosszentkút, Hongrie
- Pécs, à savoir la basilique de l'Assomption, Hongrie
- Prague, Tchéquie
- Putna, à savoir le monastère de Putna, județ de Suceava, Roumanie
- Szeged, Église de la Vierge Marie, Szeged-Alsóvárös, Hongrie
- Șumuleu Ciuc, à savoir le monastère franciscain (basilique mineure), județ de Harghita, Roumanie
- Slavonski Brod, Croatie
- Staré Hory, à savoir l'église de la Visitation de la Vierge Marie (basilique mineure), Slovaquie
- Zalaegerszeg, Hongrie
- Zenica, Bosnie-Herzégovine
- Zetea, à savoir l'Église catholique romaine de Zetea, județ de Harghita, en Roumanie.